# 아다니 그룹
아다니 그룹(Adani Group)은 인도의 다국적 복합 기업으로 본사는 아마다바드에 있다. 1988년 가우탐 샨틸랄 아다니에 의해 상품시장 사업으로 시작한 아다니 그룹은 항만과 공항 경영, 전력 생산과 송전, 광산, 천연가스 식량, 무기개발과 보급, 인프라 등의 사업에 진출했다. 아다니 그룹의 수익 60% 이상이 석탄 관련 사업에서 비롯된다. 가우탐 아다니가 회장을 맡고 있다. 힌덴버그 리서치의 회계조직 발표 이전 아다니 그룹의 절정기에는 타타 그룹을 앞서는 인도 최대 기업집단이었다.